# Edwin Edwards
Edwin Washington Edwards (7. srpna 1927 – 12. července 2021) byl americký demokratický politik, bývalý čtyřnásobný guvernér Louisiany.
Úřad guvernéra zastával v letech 1972–1980, 1984–1988 a 1992–1996. Během svého působení v úřadu často čelil obviněním z korupčního jednání. V roce 2001 byl odsouzen k 10 letům vězení za vyděračství, z trestu odpykal osm let.
Zemřel 12. července 2021 v hospicu v Gonzales v Louisaně. Přežil čtyři své nástupce ve funkci guvernéra: Dave Treena, Buddyho Roemera, Mika Fostera a Kathleen Blanco.